# BSA B33-serie
De BSA B33-serie was een serie 500cc-motorfietsen die het Britse merk BSA uit Birmingham produceerde van 1947 tot 1960. Deze serie omvatte twee modellen: de BSA B33 en de BSA B34 Competition, maar formeel hoorden de 500cc-Gold Stars er ook bij.
De 350cc-zustermodellen zaten in de BSA B31-serie (B31 en B32 Competion). De 350cc-modellen waren echter veel populairder omdat ze in een gunstiger belasting- en verzekeringsklasse vielen, goedkoper in aanschaf waren en minder brandstof verbruikten. Bovendien hadden de 500cc-eencilinders concurrentie in eigen huis van de paralleltwins BSA A7 en BSA A10, de Ariel Red Hunter en de Triumph Speed Twin (zowel Ariel als Triumph maakten inmiddels deel uit van de BSA-groep).

## Voorgeschiedenis
In 1936 was topconstructeur en hoofdingenieur Valentine Page van Triumph naar BSA gekomen. In 1937 had hij de hele modellenlijn al gemoderniseerd en tevens de type-aanduidingen gewijzigd. De 250- en 350cc-modellen kregen de aanduiding "B" en de 500- en 600cc-modellen de aanduiding "M". Zo ontstonden de 250cc-B-serie (in 1938 opgevolgd door de C-serie), de 350cc-B-serie, de 500cc-M-serie en de 600cc-M-serie. De motorblokken kregen zijn signatuur: bij alle modellen werd de magdyno, die de ontsteking en de stroomvoorziening verzorgde, achter de cilinder geplaatst, aangedreven door een tandwieltrein die in een sierlijk, vleugelvormig distributiecarter zat.
De Tweede Wereldoorlog maakte een einde aan de meeste BSA-modellen. Van Val Page's BSA M20 500cc-zijklepper werden 125.000 exemplaren (de BSA W-M20) aan het Britse leger verkocht, maar de overige modellen werden niet meer geproduceerd. In 1938 vertrok Page naar zijn oude werkgever Ariel, dat inmiddels door Triumph was overgenomen.
In 1945 werd de productie weer voorzichtig opgestart, met de 250cc-zijklepper C10, de 250cc-kopklepper C11, de 500cc-zijklepper M20 en de 350cc-kopklepper B31.

### B33 in het verleden
De naam "B33" werd niet voor het eerst gebruikt. In de jaren dertig voegde BSA (zoals meer merken) het jaartal toe aan de modellen. Omdat de 250cc-modellen toen al in de B-serie vielen, kwamen in 1933 de B33-1, B33-2 en B33-3 Blue Star Junior op de markt. De getallen achter het jaartal gaven de positie in de BSA-catalogus aan. De B33-modellen stonden dus als eerste drie in de boeken.

### BSA B31 en B33
De 350cc-BSA B31 was gebaseerd op de vooroorlogse modellen, met name de BSA B29 Silver Sports. Ze had zelfs dezelfde boring van 71 mm en slag van 88 mm. De oude 500cc-modellen zoals de M23 Silver Star hadden een boring van 82 mm en een slag van 94 mm. Dit was bij de B33 niet zo. Die was gebaseerd op de 350cc-B31 die al in 1946 op de markt was gekomen. Beide modellen leken dan ook erg op elkaar. De nieuwe ontwikkelingen gedurende de hele productieperiode werden steeds eerst op de B31/B32 toegepast en daarna pas op de B33/B34.

## BSA B33 en B34 Competition
| De BSA B33 en B34 Competition kregen regelmatig een andere letter om het productiejaar aan te duiden. Deze nummers waren terug te vinden op de motor en het chassisnummer. - 1947: XB33 en XB34: Frame zwart, tank verchroomd met mat-zilveren flanken en zwarte biezen. Velgen mat zilver met zwarte bies, zwarte spatborden. In juli komt er een 2½cm-brede matzilveren streep op het midden van beide spatborden van de B33 om de machine te onderscheiden van de B31. - 1948: YB33: Tankflanken en middenbaan op de velgen in Brunswick Green, YB34 Competition idem, maar in Devon Red. - 1951 en 1952: Minder chroom i.v.m. tekort door de Koreaanse Oorlog. ZB33 rood, velgen zilverkleurig met rode middenbaan. ZB34A Competition als in 1948. - 1953: BB33: Verchroomde velgen. Gelakte onderdelen in bordeauxrood (eventueel zwart met bordeauxrode tank), tankflanken verchroomd. BB34A als in 1948 met matzilveren tankflanken. - 1954: BB33: Bordeauxrood met verchroomde tankflanken, BB34A Competition zwart met chroom, benzinetank aluminiumkleur. - 1958: GB33: Frame, voorvork en koplamp-nacelle zwart, tank in gunmetal gray met verchroomde flanken, olietank en spatborden gunmetal grey. - 1960: GB33: Frame, voorvork en koplamp-nacelle zwart, benzine- en olietank en spatborden princess grey. |

### BSA B33 (XB33, 1947)

#### Uitrusting
De B33 had een zwart frame, een verchroomde tank met zilveren panelen en zwarte biezen en de snelheidsmeter zat in de bovenkant van de tank. De ampèremeter en de lichtschakelaar zaten boven op de koplamp. De olietank zat rechts onder het zadel, naast de accu. Tussen de buizen van het starre achterframe zat een driehoekig plaatstalen kastje voor het boordgereedschap. De diepe spatborden waren zwart gespoten. 

#### Motor
De motor was de luchtgekoelde staande eencilinderkopklepmotor met de stoterstangen in een tunnelvormige afdekking rechts van de cilinder. Rechts zat ook de aandrijving van de magdyno. Zowel de cilinder als de cilinderkop waren van gietijzer en de cilinderkop zat met vier lange bouten vast aan het carter. Dat was het stevige carter dat van de 500cc-M-serie stamde. De krukas was aan de linker (aandrijfzijde) gelagerd met een kogellager en een rollager, aan de rechterzijde alleen met een rollager. De kleppen hadden nu schroefveren in plaats van de vooroorlogse haarspeldveren. De boring bedroeg 85 mm, de slag 88 mm en de cilinderinhoud 499,4 cc. De ontsteking werd verzorgd door een 6 volt-magdyno van Lucas, die ook voor de verlichting zorgde. De carburateur was een Amal. Ten opzichte van de 350cc-B31 had de B33 zwaardere vliegwielen.

#### Transmissie
Op het linker uiteinde van de krukas zat een transmissiedemper. In een volledig gesloten plaatstalen kettingkast zat de primaire ketting die de meervoudige droge plaatkoppeling aandreef. Dan volgde een voetgeschakelde vierversnellingsbak met kickstarter. De secundaire aandrijving verliep met een ketting in een open kettingschermpje. Het krukas-tandwiel had negentien tanden, twee meer dan dat van de B31. De achterband was een kwart inch breder (3,5 inch tegenover 3,25 inch).

#### Rijwielgedeelte
De B33 had een open brugframe, waarbij het motorblok een dragend element was. De voorvering werd verzord door een door Herbert Perkins ontwikkelde telescoopvork. Achtervering was er niet, het comfort voor de rijder werd verzorgd door de schroefveren onder het Terry-zweefzadel. Beide wielen maten 19 inch. In beide wielen zat een 7 inch (178 mm) trommelrem. Op het stuur zat een frictie-stuurdemper en de machine had een middenbok en een voorwielstandaard.

### BSA B34 Competition (XB34, 1947)
De BSA B34 Competition kwam later in 1947 op de markt. Het was een terreinmotor, een begrip dat toen nog ruim werd opgevat. Ze kon worden ingezet voor enduro (toen nog "Trial" genoemd) en motorcross. Als terreinmotor had ze een 21 inch voorwiel en een 19 inch achterwiel, een wide-ratio-versnellingsbak, een beschermplaat onder het carter en een swept back-uitlaat. Omdat voor wedstrijden de verlichting verwijderd kon worden kon in plaats van de magdyno ook een enkele ontstekingsmagneet worden gebruikt. De XB34 had smalle, verchroomde spatborden, een verchroomd kettingscherm en een verchroomde remankerplaat.

### BSA B33 en B34 Competition (YB33 en YB34, 1948)
In 1948 veranderde de fabrieksnaam in "YB", maar er werden slechts kleine dingen gewijzigd. De snelheidsmeter kwam op een beugel op de bovenste kroonplaat en de machines kregen smallere spatborden.

### BSA B33 (ZB33, 1949-1952)
De BSA ZB33 kreeg een inklapbare kickstarter, olieaftappluggen in de voorvork en een aftapplug in de olietank. Bovendien konden klanten kiezen voor een nieuw achterframe met plunjervering. Vanaf 1952 konden de machines met plunjervering ook van een buddyseat voorzien worden. In dat jaar werd geen chroom gebruikt vanwege het gebrek dat ontstond door het uitbreken van de Koreaanse Oorlog. Vanaf 1953 was er weer chroom beschikbaar. Toen kreeg de machine ook een koplamp-nacelle. De motor werd in 1953 ook herzien. De koelribben werden breder en er kwam een split skirt-zuiger die door een andere positie van de pistonpen een kortere drijfstang nodig maakte. Dat was het laatste jaar van de ZB33. 

### BSA B34 Competition (ZB34, 1949)
De ZB34 Competition kreeg dezelfde wijzigingen als de ZB31, maar werd alleen in 1949 geproduceerd. 

### BSA B34 Competition (ZB34A, 1950-1952)
Het Competition-model kreeg in 1950 de toevoeging "A" van "aluminium". Dat betekende dat de machine nu een aluminium cilinderkop kreeg, een afgeleide van de inmiddels geïntroduceerde Gold Stars. De primaire kettingkast was nu verchroomd. De machine was nu alleen nog bedoeld voor enduro. De crossfunctie was overgenomen door de ZB34GS Gold Star.

### BSA B33 en B34 Competition (BB33 en BB34A, 1953-1957)
De BB33 verscheen een jaar eerder dan de BB31. Dat had waarschijnlijk te maken met kleine wijzigingen, zoals de 8 inch trommelremmen in het voorwiel. De machines met plunjerframe konden worden voorzien van een buddyseat of met een zweefzadel. De BB33 werd geleverd in bordeauxrood, maar wie dat wilde kon ook een zwarte machine bestellen, maar met een bordeauxrode tank. De BB34A kreeg de kleurstelling van de BSA BB34GS Gold Star, waardoor er - optisch - vrijwel geen onderscheid meer was. In 1954 kregen de export-machines een swingarm-achtervering. Het nu volledig dubbel wiegframe kwam van de Gold Stars, maar de Britten konden het pas in 1955 kopen. Alle modellen kregen een stuurslot in de bovenste kroonplaat en een buddyseat want de zweefzadels verdwenen. Voor de BB34A Competition was nog steeds een ongeveerd frame beschikbaar. In 1955 kregen de machines een Amal Monobloc 376-carburateur. In 1956 kregen ze de bolle wielnaven van Ariel (dat in 1944 door BSA was overgenomen van Jack Sangster). De stangbediening van de achterrem werd vervangen door een bowdenkabel.

### BSA B33 (GB33, 1958-1960)
Terwijl de B34 in 1958 niet meer in de catalogus stond, werd de GB33 juist nog eens vernieuwd. Ze kreeg nu een 6 volt wisselstroomdynamo (de "G" stond voor: Generator) links op de krukas, waarvoor de transmissiedemper het veld moest ruimen. Dat werd opgelost door een Triumph-koppeling met demping in te bouwen. Het model is daarom makkelijk te herkennen aan de grotere "bult" op de primaire kettingkast waar de dynamo achter zat. Ook de wielnaven kwamen van Triumph. Dat kon omdat Triumph in 1951 ook van eigenaar Jack Sangster was gekocht. Door de nieuwe dynamo kon de magdyno vervallen en op die plaats achter de cilinder kwam nu de stroomverdeler met contactpuntjes te zitten, in hetzelfde soort "paddenstoeltje" dat al in de C-serie werd gebruikt. De bobine zat in het gereedschapskastje. De middenbok werd verbeterd en de aandrijfketting werd breder, zoals bij de A7 en A10-paralleltwins werd gebruikt.

### BSA B33 Sportsman
Eind jaren vijftig begonnen de Amerikaanse importeurs (meervoud, want de Oost- en de Westkust hadden hun eigen vertegenwoordigers) aan te dringen op speciale modellen die meer op hun markt gericht waren. Het betrof hier vooral Gold Stars, maar in 1960 werd de GB33 in de VS verkocht als BSA B33 Sportsman. Eigenlijk was de machine juist minder sportief geworden, want ze kreeg het in de VS zo geliefde hogere stuur. 

## Einde productie
Eind 1960 ging de BSA B33 ook uit productie. Terwijl de 350cc-B31 werd opgevolgd door de B40 Star, kreeg de B33 geen opvolger. De enige 500cc-eencilinders die BSA nog leverde waren de Gold Stars, maar daarnaast leverde men ook nog de A7 en A10-paralleltwins. 

## BSA B34 Gold Stars
| BSA M24 Gold Star uit 1939 |
| ZB34GS Gold Star uit 1950. |

Formeel behoorden de BSA B34 Gold Stars tot deze zelfde motorserie. De motoraanduiding liep dan ook synchroon (ZB en BB) met de toevoeging "GS". De toevoeging "A" voor de aluminium cilinderkoppen was overbodig omdat alle Gold Stars die hadden.
De naam "Gold Star" was al in 1938 ingevoerd met de BSA M24 Gold Star. De Gouden Ster was door Wal Handley verdiend toen hij in 1937 met de M23 Empire Star racer op het circuit van Brooklands een rondegemiddelde van meer dan 100 mijl per uur reed. De M24 Gold Star kreeg al een aangepast motorblok waarbij de stoterstangen niet meer in een aparte tunnel zaten, maar in cilinder en cilinderkop waren ingegoten. Het 350cc-zustermodel was de BSA B24 Silver Star die ook een opgevoerde motor kreeg. 

### BSA B34 Gold Star (ZB34GS, 1950-1952)
De 350cc-ZB32GS en de 500cc-ZB34GS waren de eerste Gold Stars sinds 1939. De ZB32GS werd gepresenteerd op de Earls Court Show in 1948 en kwam in 1949 op de markt. De 500cc-ZB34GS kwam een jaar later en werd - zonder onderscheid in type-aanduiding - als weg en trial (enduro)-model geleverd. Net als bij de oude M24 Gold Star was de stoterstangtunnel ingegoten in cilinder en cilinderkop. De weguitvoering had plunjervering, maar de trialsuitvoering had een star achterframe. Dit starre frame werd ook gebruikt tijdens de Daytona 200 van 1954, 1956 en 1957. In alle gevallen hadden de machines een semi-dubbel wiegframe, maar wel afwijkend doordat de buizen niet gelast maar gesoldeerd waren. De uitrusting (gereedschapskastje, tank, spatborden etc.) was een mengelmoesje van B33- en B33-onderdelen. Het vermogen van 38 pk bij 7.000 tpm was best hoog, gegeven het feit dat de compressieverhouding laag moest blijven omdat de motor ontworpen was voor benzine met een octaangetal van 72. 

#### Weg- enduro of cross
De fabriek maakte in de catalogus geen onderscheid tussen verschillende uitvoeringen van de Gold Star. Klanten bestelden een B32 Gold Star en konden daarna in de onderdelencatalogus kiezen uit verschillende versnellingsbakken, krukastandwielen, sturen, spatborden etc. Daarmee ontstond dan een wegversie, een trial (lees: enduromotor) of een scrambler (lees: crossmotor).  

### BSA B34 Gold Star (BB34GS, 1953-1956)
De BB34GS uit 1953 kreeg dezelfde motorische wijzigingen die de B33 ook kreeg, zoals andere koelribben en de split skirt-zuiger met kortere drijfstang. De BB34GS uit 1954 was helemaal vernieuwd, met een volledig dubbel wiegframe en swingarm-achtervering. Het frame was nu ook niet meer gesoldeerd maar gelast. Het was ontworpen door Bill Nicholson, die als coureur voor BSA in de "trials" reed maar die ook op de ontwikkelingsafdeling werkte. Hij verbeterde ook de demping van de Girling-schokdempers en de versnellingsbak. Ook werd de compressieverhouding hoger omdat er benzine met een octaangetal van 80 RON op de markt kwam. 

### BSA B34 Gold Star (CB34GS, 1954-1955)
De CB34GS verscheen al in 1954, toen de BB34GS ook nog in productie was. Vanaf dat moment was de BB34GS bedoeld als weg- en enduromotor en de CB34GS als clubmanracer. De CB was ontwikkeld door Roland Pike, die inmiddels door hoofdingenieur Bert Hopwood tot hoofd van de ontwikkelingsafdeling was bevorderd. Het meest opvallend waren de grote koelribben, die de stoterstangtunnel bijna geheel aan het zicht onttrokken. Inwendig was de bevestiging van de cilinderkop gewijzigd en de drijfstang was nu zo kort dat de vliegwielen ovaal waren om te voorkomen dat ze geraakt werden door de zuiger. Pike verving ook de dikke Girling-schokdempers door dunnere exemplaren. 

### BSA B34 Gold Star (DB34GS, 1956-1957)
De DB34GS werd eind 1955 gepresenteerd en kwam in 1956 op de markt. De gewijzigde bevestiging van de cilinderkop was weer ongedaan gemaakt, de zuiger werd ingekort zodat weer ronde vliegwielen konden worden gebruikt. De remtrommels kregen koelgaten.

### BSA B34 Gold Star (DBD34GS, 1956-1963)
De DBD34GS kwam in 1956 op de markt en werd het topmodel uit de Gold Star-serie. Om de Amal GP-carburateur te kunnen monteren werd zelfs de cilinderkop aangepast. De versnellingsbak was nieuw en er kwam ook een nieuwe close ratio-bak. Speciaal voor de Clubmans Senior TT kwam er een 23liter-tank zodat tijdens de race geen tankstops nodig waren. De compressieverhouding werd verhoogd naar 9:1 en de machine leverde 42 pk bij 7.000 tpm. De opzet slaagde: hoewel Alistair King (1954) en Eddie Dow (1955) de Clubmans Senior al gewonnen hadden, was BSA daar niet zo dominant als in de 350cc-Clubmans Junior TT. Daar reden in 1955 34 van de 38 deelnemers op een BSA. In 1956 behaalde BSA de eerste zes plaatsen in de Clubmans Senior, met Bernard Codd als winnaar in twee klassen. 

#### Einde productie
Eind 1956 ging het toermodel BB34GS uit productie. De clubmanracers en scramblers bleven. De 350cc-DB32GS verdween in 1962 en de 500cc-Gold Star (DBD34GS) een jaar later. 

## Technische gegevens
| BSA                    | XB33                                | XB34 Competition                    | YB33                                | YB34 Competition                    | ZB33                                | ZB34 Competition                    | ZB34A Competition                   | BB33                                | BB34A Competition                   | GB33                                |
| ---------------------- | ----------------------------------- | ----------------------------------- | ----------------------------------- | ----------------------------------- | ----------------------------------- | ----------------------------------- | ----------------------------------- | ----------------------------------- | ----------------------------------- | ----------------------------------- |
| Periode                | 1947                                | 1947                                | 1948                                | 1948                                | 1949-1952                           | 1949                                | 1950-1952                           | 1953-1957                           | 1953-1957                           | 1958-1960                           |
| Categorie              | Toer                                | Terrein                             | Toer                                | Terrein                             | Toer                                | Terrein                             | Terrein                             | Toer                                | Terrein                             | Toer                                |
| Motortype              | Stoterstangen-kopklepmotor          | Stoterstangen-kopklepmotor          | Stoterstangen-kopklepmotor          | Stoterstangen-kopklepmotor          | Stoterstangen-kopklepmotor          | Stoterstangen-kopklepmotor          | Stoterstangen-kopklepmotor          | Stoterstangen-kopklepmotor          | Stoterstangen-kopklepmotor          | Stoterstangen-kopklepmotor          |
| Bouwwijze              | Dwarsgeplaatste staande eencilinder | Dwarsgeplaatste staande eencilinder | Dwarsgeplaatste staande eencilinder | Dwarsgeplaatste staande eencilinder | Dwarsgeplaatste staande eencilinder | Dwarsgeplaatste staande eencilinder | Dwarsgeplaatste staande eencilinder | Dwarsgeplaatste staande eencilinder | Dwarsgeplaatste staande eencilinder | Dwarsgeplaatste staande eencilinder |
| Koeling                | Lucht                               | Lucht                               | Lucht                               | Lucht                               | Lucht                               | Lucht                               | Lucht                               | Lucht                               | Lucht                               | Lucht                               |
| Boring                 | 85 mm                               | 85 mm                               | 85 mm                               | 85 mm                               | 85 mm                               | 85 mm                               | 85 mm                               | 85 mm                               | 85 mm                               | 85 mm                               |
| Slag                   | 88 mm                               | 88 mm                               | 88 mm                               | 88 mm                               | 88 mm                               | 88 mm                               | 88 mm                               | 88 mm                               | 88 mm                               | 88 mm                               |
| Cilinderinhoud         | 499,4 cc                            | 499,4 cc                            | 499,4 cc                            | 499,4 cc                            | 499,4 cc                            | 499,4 cc                            | 499,4 cc                            | 499,4 cc                            | 499,4 cc                            | 499,4 cc                            |
| Carburateur(s)         | Amal                                | Amal                                | Amal                                | Amal                                | Amal                                | Amal                                | Amal                                | Vanaf 1955: Amal 376 Monobloc 29 mm | Vanaf 1955: Amal 376 Monobloc 29 mm | Vanaf 1955: Amal 376 Monobloc 29 mm |
| Smeersysteem           | Dry-sumpsysteem                     | Dry-sumpsysteem                     | Dry-sumpsysteem                     | Dry-sumpsysteem                     | Dry-sumpsysteem                     | Dry-sumpsysteem                     | Dry-sumpsysteem                     | Dry-sumpsysteem                     | Dry-sumpsysteem                     | Dry-sumpsysteem                     |
| Compressieverhouding   | 7,5:1                               | 7,5:1                               | 7,5:1                               | 7,5:1                               | 7,5:1                               | 7,5:1                               | 7,5:1                               | 7,5:1                               | 7,5:1                               | 7,5:1                               |
| Max. Vermogen          | 23 pk                               | 23 pk                               | 23 pk                               | 23 pk                               | 23 pk                               | 23 pk                               | 23 pk                               | 23 pk                               | 23 pk                               | 23 pk                               |
| Topsnelheid            | 130 km/uur                          | Onbekend                            | 130 km/uur                          | Onbekend                            | 130 km/uur                          | Onbekend                            | Onbekend                            | 130 km/uur                          | Onbekend                            | 130 km/uur                          |
| Primaire aandrijving   | Ketting                             | Ketting                             | Ketting                             | Ketting                             | Ketting                             | Ketting                             | Ketting                             | Ketting                             | Ketting                             | Ketting                             |
| Koppeling              | Meervoudige droge plaat             | Meervoudige droge plaat             | Meervoudige droge plaat             | Meervoudige droge plaat             | Meervoudige droge plaat             | Meervoudige droge plaat             | Meervoudige droge plaat             | Meervoudige droge plaat             | Meervoudige droge plaat             | Meervoudige droge plaat             |
| Versnellingen          | 4                                   | 4                                   | 4                                   | 4                                   | 4                                   | 4                                   | 4                                   | 4                                   | 4                                   | 4                                   |
| Secundaire aandrijving | Ketting                             | Ketting                             | Ketting                             | Ketting                             | Ketting                             | Ketting                             | Ketting                             | Ketting                             | Ketting                             | Ketting                             |
| Rijwielgedeelte        | Open brugframe                      | Open brugframe                      | Open brugframe                      | Open brugframe                      | Open brugframe                      | Open brugframe                      | Open brugframe                      | Vanaf 1954: Dubbel wiegframe        | Vanaf 1954: Dubbel wiegframe        | Vanaf 1954: Dubbel wiegframe        |
| Voorvork               | Telescoopvork                       | Telescoopvork                       | Telescoopvork                       | Telescoopvork                       | Telescoopvork                       | Telescoopvork                       | Telescoopvork                       | Telescoopvork                       | Telescoopvork                       | Telescoopvork                       |
| Achtervork             |                                     |                                     |                                     |                                     |                                     |                                     |                                     |                                     |                                     |                                     |
| Achtervork             | Star                                | Star                                | Star                                | Star                                | Plunjervering                       | Plunjervering                       | Plunjervering                       | Vanaf 1954: Swingarm                | Vanaf 1954: Swingarm                | Vanaf 1954: Swingarm                |
| Remmen                 | Trommelremmen                       | Trommelremmen                       | Trommelremmen                       | Trommelremmen                       | Trommelremmen                       | Trommelremmen                       | Trommelremmen                       | Trommelremmen                       | Trommelremmen                       | Trommelremmen                       |